# Il mistero dell'ape d'oro
Il mistero dell'ape d'oro è un videogioco d'avventura per bambini realizzato da Daniele Panebarco e pubblicato da DeAgostini Multimedia nel 1995.
È il primo capitolo della serie Le avventure di Fuzzy & Floppy, seguito nel 1997 da Il furto della rotonda e nel 2000 da Il raggio magico. Il gioco è stato pubblicato anche in inglese, in spagnolo e in tedesco.

## Trama
Il gioco inizia con Fuzzy e Floppy, una coppia di investigatori moglie e marito, che trovano a casa del colonnello Matamata un'ape d'oro in un baule. Scoperti dal Dr. Crack e dal suo scagnozzo Fischio, che rubano l'ape e li rinchiude nel baule, i due detective dovranno, grazie all'aiuto del giocatore, liberarsi dal baule. Infatti, la prima prova che il giocatore dovrà superare (diventando a sua volta un personaggio della storia) consisterà nel recuperare la chiave del baule in un cassonetto. In seguito, Fuzzy e Floppy si gettano all'inseguimento del malvagio dottore. Dopo mille peripezie riusciranno a trovare la sua abitazione e una mappa dell'isola di Tombatomba. Dovranno utilizzare ogni espediente per arrivare sull'isola e impedire al cattivo di arricchirsi producendo oro. riescono a salvare l'ape d'oro sull'isola e scappano dalla eruzione vulcanica e lasciando i cattivi al loro destino.

## Modalità di gioco
Il gioco è un'avventura grafica in cui i personaggi interagiscono con il giocatore, suggerendogli come agire per procedere con la trama, che può diversificarsi a seconda delle azioni dello stesso giocatore nel corso dei numerosi enigmi da risolvere e delle prove di abilità da superare.

## Doppiaggio
| Personaggio      | Doppiatore italiano |
| ---------------- | ------------------- |
| Fuzzy            | Jasmine Laurenti    |
| Floppy           | Natale Ciravolo     |
| Professor Crak   | Marco Balzarotti    |
| Signor Paranoia  | Marco Balzarotti    |
| Signora Paranoia | Jasmine Laurenti    |
| ape d'oro        | Jasmine Laurenti    |
| voce narrante    | Natale Ciravolo     |

## Versioni linguistiche
- Daniele Panebarco, Il mistero dell'ape d'oro, Novara, DeAgostini, 1995, ISBN 88-415-3116-9.
- (EN) Daniele Panebarco, Fuzzy & Floppy - Adventures of the Golden Bee, Macmillan Interactive Publishing, 1996, ISBN 0-333-68081-2.
- (DE) Daniele Panebarco, Fuzzy & Floppy auf der Jagd nach der goldenen Biene, Königswinter, Tandem Verlag GmbH, 1999, ISBN 3-89731-058-9.
- (ES) Daniele Panebarco, Fuzzy & Floppy: Las Aventuras de La Abeja de Oro, Planeta, 1998, ISBN 84-395-5385-4.